# Dettlef Günther
Dettlef Günther (27 de agosto de 1954) es un deportista de la RDA que compitió en luge en la modalidad individual.
Participó en dos Juegos Olímpicos de Invierno en los años 1976 y 1980, obteniendo una medalla de oro en Innsbruck 1976 en la prueba individual. Ganó una medalla de oro en el Campeonato Mundial de Luge de 1979, y dos medallas en el Campeonato Europeo de Luge, oro en 1975 y plata en 1979.

## Palmarés internacional
| Juegos Olímpicos   | Juegos Olímpicos    | Juegos Olímpicos | Juegos Olímpicos |
| Año                | Lugar               | Medalla          | Prueba           |
| ------------------ | ------------------- | ---------------- | ---------------- |
| 1976               | Innsbruck (Austria) | Medalla de oro   | Individual       |
| Campeonato Mundial |                     |                  |                  |
| Año                | Lugar               | Medalla          | Prueba           |
| 1979               | Königssee (RFA)     | Medalla de oro   | Individual       |
| Campeonato Europeo |                     |                  |                  |
| Año                | Lugar               | Medalla          | Prueba           |
| 1975               | Valdaora (Italia)   | Medalla de oro   | Individual       |
| 1979               | Oberhof (RDA)       | Medalla de plata | Individual       |